# Biliverdină
Biliverdina este un pigment biliar tetrapirolic verde, și este un produs al catabolismului hemului. Acesta este pigmentul responsabil pentru culoarea verzuie al vânătăilor. Transformarea acesteia în bilirubina în contuzii duce la apariția unei culori galbene.
Biliverdina rezultă din descompunerea hemului din hemoglobina din hematiile distruse. Macrofagele fagocitează hematiile senescente și descompun hemul in biliverdină, care în mod normal, este rapid redusă la bilirubină liberă. 
Biliverdina se formează prin scindarea punților metilenice dintre nucleele pirolice. Virajul culorii de la roșu închis la galben este un indicator la trasformării biliverdinei în bilirubină. 